# My Melody (personnage)
Pour les articles homonymes, voir My Melody.
My Melody est un des nombreux personnages créés par la société japonaise Sanrio, et publiée en 1975. Elle ressemble à un lapin et porte toujours son capuchon rouge ou rose sur ses deux grandes oreilles. Elle est une grande amie d'Hello Kitty.